# Bãi Sậy (xã)
Bãi Sậy là một xã thuộc huyện Ân Thi, tỉnh Hưng Yên, Việt Nam.

## Địa lý
Xã Bãi Sậy nằm ở phía bắc huyện Ân Thi có vị trí địa lý:
- Phía đông giáp tỉnh Hải Dương ranh giới tự nhiên là sông Kẻ Sặt
- Phía tây giáp xã Bắc Sơn
- Phía nam giáp xã Quang Vinh và tỉnh Hải Dương
- Phía bắc giáp xã Phù Ủng.

Xã Bãi Sậy có diện tích 7,13 km², dân số năm 2019 là 7.002 người, mật độ dân số đạt 982 người/km².

## Hành chính
Xã Bãi Sậy được chia thành 8 thôn: Ấp 12, Ấp Đòng, Bối Khê, Đào Quạt, Đỗ Mỹ, Nhân Đòng, Tiên Kiều, Trại Giáo.

## Giao thông
Xã Bãi Sậy có quốc lộ 38 và tỉnh lộ 387 chạy qua.